# Isak Lund (Politiker, 1902)
John Isak Lund (* 22. März 1902 in Tasiilaq; † 24. September 1949 bei Narsaq) war ein grönländischer Landesrat.

## Leben
Isak Lund war der zweite Sohn des Dichters Henrik Lund (1875–1948) und seiner Frau Karoline Malene Justine Haldora Egede (1877–1979). Er wurde in Ostgrönland geboren, wo sein Vater als zu der Zeit als Katechet tätig war. Jakob Lund (1900–1979) war sein älterer Bruder. Isak blieb sein Leben lang unverheiratet.
Isak beschäftigte sich schon früh mit der Schafzucht. Er verbrachte einige Jahre in Island, um sich mit der Schäferei besser bekannt zu machen. Anschließend war ab etwa 1930 als Schäfer bei Nuuk tätig. Später zog er in seinen Heimatort Narsaq und war dort tätig. Er wurde 1945 in den südgrönländischen Landesrat gewählt. Am 24. September 1949 ging sein Motorboot unter. Von den zehn Personen an Bord ertranken sechs, darunter Isak selbst. Nach seinem Tod wurde er im Landesrat von Lars Motzfeldt ersetzt.